# Hackmania
Hackmania är ett släkte av spindlar som beskrevs av Pekka T. Lehtinen 1967. Hackmania ingår i familjen kardarspindlar.
Kladogram enligt Catalogue of Life och Dyntaxa:
| Hackmania | \| \| fjällkardarspindel \| \| \| \| \| \| Hackmania saphes \| \| \| \| |
|           | \| \| fjällkardarspindel \| \| \| \| \| \| Hackmania saphes \| \| \| \| |
|           | fjällkardarspindel                                                      |
|           |                                                                         |
|           | Hackmania saphes                                                        |
|           |                                                                         |